# Сигету Мармациеј
Сигету Мармациеј (рум. Sighetu Marmaţiei, мађ. Máramarossziget, срп. Мармарош-Сигет) град је у Румунији. Налази се на крајњем северу земље, у историјској покрајини Марамуреш. Сигету Мармацјеј је други по важности град округа Марамуреш.
Град је према последњем попису из 2002. имао 44.185 становника.

## Географија
Град Сигету Мармациеј се налази на крајњем северу румунског дела историјске покрајине Марамуреша, близу државне тромеђе са Мађарском и Украјином. Град је удаљен око 60 km североисточно до Баја Мареа, седишта округа.
Сигету Мармациеј се налази на ушћу реке Изе у Тису, која чини границу ка суседној Украјини. Град је у долини, а јужно од града издижу се Карпати.

## Становништво
У односу на попис из 2002, број становника на попису из 2011. се смањио.
| 1966.  | 1977.  | 1992.  | 2002.  | 2011.  |
| ------ | ------ | ------ | ------ | ------ |
| 29.771 | 38.146 | 44.185 | 41.246 | 37.640 |

Матични Румуни чине већину градског становништва Сигету Мармацјеја (80%), а од мањина има Мађара (16%), Украјинаца (3%) и Рома (1%). Мађари су почетком 20. века чинили око трећину градског становништва, а тада су град у великом броју настањивали и Немци и Јевреји.

## Партнерски градови
- Напуљ
- Solotvyno
- Certaldo
- Олава
- Коломија
- Lugnano in Teverina

## Галерија
- Румунска православна црква
- Градска синагога
- Римокатоличка црква
- Градско језгро